# Demir Hisar
Demir Hisar (makedonska: Демир Хисар [dɛˈmir‿xisar] lyssna (fil), före 1946: Murgaševo) är en mindre stad i kommunen Demir Hisar i sydvästra Nordmakedonien. Staden hade 2 431 invånare vid folkräkningen år 2021.
Av invånarna i Demir Hisar är 96,65 % makedonier, 1,65 % albaner, 0,68 % romer och 0,38 % valaker (2021).